# 北岭黄堇
北岭黄堇（学名：Corydalis fargesii）为罂粟科紫堇属下的一个种。

## 扩展阅读
- 維基物種上的相關：北岭黄堇